# Verein der Angehörigen des ehemaligen Generalstabs (Vereinigung Graf Schlieffen)
Der Verein der Angehörigen des ehemaligen Generalstabs (Vereinigung Graf Schlieffen) war eine in der Zeit der Weimarer Republik und der NS-Zeit im Deutschen Reich bestehende kameradschaftliche Vereinigung ehemaliger Offiziere der Königlich Preußischen Armee, die in der Zeit bis zur Auflösung der „alten“ Armee im Jahr 1919 dem Generalstab angehört hatten.

## Entstehung und Mitgliedschaftsvoraussetzungen
Der Verein der Angehörigen des ehemaligen Generalstabs wurde bald nach dem Ende des Ersten Weltkriegs zur Pflege der Kameradschaft und der Erinnerung an die frühere gemeinsame Tätigkeit gegründet. Seit 1920 führte der Verein den Namen „Verein der ehemaligen Angehörigen des Generalstabes (Graf Schlieffen Vereinigung e.v.)“. Amtlich wurde er zu dieser Zeit unter der Nummer 3270 beim Amtsgericht Berlin-Mitte in das Vereinsregister eingetragen. Der Namenszusatz „Graf Schlieffen Vereinigung“ war eine Reverenz an den langjährigen Chef des Generalstabs der preußischen Armee, Alfred Graf von Schlieffen (1833–1913). Als Vereinszweck galt Pflege der Kameradschaft und gegenseitige Unterstützung.
Die Preußische Armee war nach dem Zerfall des Kaiserreiches im Herbst 1918 und der Bildung zunächst einer vorläufigen Reichswehr 1919 und der regulären Reichswehr Anfang 1920 an Stelle der diversen früheren Teilarmeen der einzelnen Bundesstaaten des Reiches (preußische Armee, bayerische Armee, sächsische Armee, württembergische Armee usw.) trat, aufgelöst worden. Im Friedensvertrag von Versailles vom Juni 1919 war zudem der Unterhalt eines deutschen Generalstabs verboten worden, so dass der preußische Generalstab ohne Gründung einer offiziellen Nachfolgeorganisation aufgelöst wurde (tatsächlich existierte ein Generalstab anschließend allerdings in getarnter Form fort).
Der Sitz der Vereinigung (Geschäftsstelle) befand sich in der Ansbacher Straße Nr. 42/45, dann bei dem Kassenwart Einhorn in der Berliner Straße 50 in Tempelhof.
Mitglied der Schlieffen-Vereinigung konnte jeder Offizier oder Beamte werden, der irgendwann dem Generalstab angehört hatte, mit Ausnahme zum Generalstab kommandierter Offiziere oder Beamte. Einzelne Personen, die der Vereinigung angehörten, ohne Generalstabsoffiziere gewesen zu sein, galten als Ehrenmitglieder. Vorbedingung für die Aufnahme mit Verleihung des Charakters als Ehrenmitglied war die besondere Förderung der Interessen des Generalstabs oder besonderes Verdienst um das Feldheer des Ersten Weltkriegs.

## Organisatorischer Aufbau
Der Vorstand des Vereins wurde auf 3 Jahre gewählt. Ergänzungswahlen nahm die Jahresversammlung des Vereins vor, die jedes Jahr am sogenannten Schlieffen-Tag, dem 28. Februar (dem Todestag des Grafen Schlieffen) stattfand. Der Vorstand setzte sich aus dem 1. Vorsitzenden (Ehrenvorsitzender) und dem 2. Vorsitzenden (geschäftsführenden Vorsitzenden) zusammen. Der zuletzt genannte berief seine Mitarbeiter aus den Reihen der Mitglieder.
Als 2. Vorsitzender fungierte ab 1920 der Generalleutnant a. D. August von Cramon. Als 1. Vorsitzender amtierten nacheinander der General Friedrich Graf von der Schulenburg (1920–?), dann der General Konrad von Hausmann (? bis 28. Februar 1924 [mit seinem Tod vorläufig und am 28. Februar 1924 regulär auf Hindenburg übergegangen]), der Generalfeldmarschall Paul von Hindenburg (1923/28. Februar 1924 bis Mai 1925) und der Generalfeldmarschall August von Mackensen (28. Februar 1926 bis mindestens 1934, wahrscheinlich bis in den Zweiten Weltkrieg hinein). Hindenburg legte das Amt des 1. Vorsitzenden nach seiner Wahl zum Reichspräsidenten im Mai 1925 nieder, Mackensen wurde bei der folgenden Jahresversammlung am 28. Februar 1926 zum neuen Vorsitzenden gewählt. Als Kassenwart fungierte lange Jahre der Rechnungsrat a. D. Paul Einhorn.
Dem Vereinsvorstand standen als weitere Führungsgremien eine fünfköpfige Kommission zur Seite, die als sogenannter Vertrauensrat den Ehrenschutz und erforderlichenfalls das Ehrengericht der Mitglieder bildete. Im Jahr x bestand dieser Vertrauensrat aus dem General von Kuhl, dem Generaloberst von Seeckt, dem Oberstleutnant Niemann, dem Oberstleutnant von Voss und dem Major von Willisen. Von den Mitgliedern des Vertrauensrates mussten mindestens drei im Ortsbereich von Groß-Berlin ansässig sein. Ihre Einberufung erfolgte nach Bedarf durch den geschäftsführenden Vorsitzenden.
Der bedeutendste Streitfall, in dem der Vertrauensrat in einer Ehrenstreitssache zwischen zwei Mitgliedern zu vermitteln versuchte, war der private Zwist der beiden Vereinsmitglieder Franz von Papen und Kurt von Schleicher im Jahr 1933, die sich zu dieser Zeit anderen Vereinsmitgliedern und sonstigen Personen gegenüber, auch in größeren sozialen Runden, jeweils gegenseitig vorwarfen, den Sturz des anderen als Regierungschef in verräterischer Weise herbeigeführt zu haben. So erklärte Schleicher in den ersten Monaten des Jahres 1933, dass Papen als „Judas“ an ihm gehandelt habe, indem er durch sein politisches Zusammengehen mit Adolf Hitler, seiner (Schleichers) seit Anfang Dezember 1932 amtierenden Regierung die Grundlage entzogen und den Reichspräsidenten dazu bewogen habe, dieser das Vertrauen zu entziehen, so dass er (Schleicher) zurücktreten habe müssen, woraufhin die gemeinsame neue Regierung Hitler-Papen gebildet worden sei. Papen seinerseits machte Machinationen Schleichers im Gespräch mit anderen für seinen Sturz als Reichskanzler Anfang Dezember 1932 verantwortlich und unterstellte diesem, ihn anschließend beschatten und abhören haben zu lassen. Im Bestreben eine Versöhnung beider Männer herbeizuführen wurde der langjährige Adjutant des Kronprinzen, Louis Müldner von Mülnheim, als Schlichter vom Schlieffen-Verein eingesetzt. Müldner bemühter sich einige Monate lang zwischen beiden zu vermitteln und die gegenseitigen Vorwürfe auszuräumen, indem er als Mittelsperson zwischen beiden Männern diese abwechselnd anschrieb und beiden die Vorwürfe und Anschauungen des jeweils anderen sowie dessen Stellungnahme zu den von ihnen selbst gegen diesen jeweils erhobenen Vorwürfen mitteilte. In der Praxis lief dies darauf hinaus, dass beide nicht direkt miteinander in Kontakt treten bzw. korrespondieren mussten, sondern die Kommunikation indirekt durch Müldner als Zwischeninstanz geführt wurde. Der Streitfall wurde im Sommer 1933 eingestellt, ohne dass es zu einer Einigung kam.

## Tätigkeit des Vereins
Die Tätigkeit der Schlieffen-Vereinigung erstreckte sich im Wesentlichen auf die alljährlich am 28. Februar stattfindende, mit großem Pomp umrahmte Versammlung ihrer Mitglieder, die mit einem Festessen (Jahresessen) verbunden war. Dieses fand bis 1933 in dem exklusiven Weinrestaurant Restaurant Rheingold (dort im sogenannten „Schwarzen Saal“) und ab 1934 im Hotel Kaiserhof in Berlin (das Festessen fand hier im Kaisersaal) statt.
An dem Jahresessen nahmen jeweils 250–450 Vereinsmitglieder teil. Das Programm umfasste üblicherweise eine kurze Begrüßung (meist durch den geschäftsführenden Vorsitzenden), einen Geschäftsbericht über das vergangene Jahr, und sodann als Höhepunkt des Abends eine Festrede, die üblicherweise der 1. Vorsitzende hielt. Hinzu kamen weitere Reden und Trinksprüche. Meist wurden auch kleinere symbolische Gesten, des Vereins bekanntgegeben und vollzogen, so die Spende von Büsten bedeutender Vereinsmitglieder, die dem Reichswehrministerium zur Aufstellung in seinen Räumlichkeiten übergeben wurden (so 1926 Büste des Generalobersten Moltke und 1926 des Generals Falkenhayn). Nach dem Festessen fanden die Mitglieder sich zwanglosen kleineren Stehgruppen zu formlosen Gesprächen zusammen (geselliger Teil des Abends).
Daneben hielt der Verein jahrelang zweimal monatlich Diskussionsabende ab, zu denen jeweils eine kleinere Zahl wechselnder Mitglieder geladen wurden.
Nach der Wahl des Feldmarschalls Paul von Hindenburg zum Reichspräsidenten im Jahr 1925 wurde den Jahresessen aufgrund des Umstandes, dass das Staatsoberhaupt (also Hindenburg), der dem Schlieffen-Verein aufgrund seiner Vergangenheit als Generalstabsoffizier angehörte, an diesen teilnahm, größere Aufmerksamkeit durch die Presse bzw. die Öffentlichkeit zuteil. So fand z. B. am 28. Februar 1926 eine Versammlung des Vereins im Restaurant „Rheingold“ statt, bei der Hindenburg, zahlreiche dem Verein angehörende aktive Generäle sowie der frühere Kronprinz Wilhelm anwesend waren. Die Zusammensetzung der Teilnehmer des Treffens führte zu Spekulationen seitens der Presse, dass es sich um ein Treffen rechtsradikaler Kräfte mit konspirativer Zielsetzung gehandelt habe, bei dem ein rechtsradikaler Putsch gegen den bestehenden Staat mit dem Ziel der Errichtung einer Diktatur vereinbart und vorbereitet worden sei.
Letztmals für Aufsehen sorgte der Verein durch die Jahresversammlung vom Februar 1935. Während dieser trug der 1. Vorsitzende Mackensen bei der Verlesung der im vergangenen Jahr verstorbenen Mitglieder eine besondere Erklärung zu den Vorgängen um des Todes der beiden im Zuge der politischen Säuberungsaktion der Regierung Hitler vom 30. Juni 1934 erschossenen Generäle Kurt von Schleicher und Ferdinand von Bredow vor: Adolf Hitler hatte in der Rechtfertigungsrede zu der Säuberungsaktion, die er am 13. Juli 1934 vor dem Reichstag vorgetragen hatte, die Behauptung aufgestellt, dass Schleicher und Bredow Hochverrat bzw. Landesverrat durch Beteiligung an angeblichen Plänen des SA-Chefs Ernst Röhm zum gewaltsamen Sturz der Regierung und durch Konspiration gegen das Reich mit einer fremden Macht begangen hätten. Nach militärischen Maßstäben galt dies als eine höchst ehrrührige Handlung. Die gleichgeschaltete Presse des NS-Staates hatte in den Tagen nach der Mordaktion übereinstimmende Angaben veröffentlicht. Mackensen gab demgegenüber zu verstehen, dass die beiden Verstorbenen sich tatsächlich keine ehrrührigen Handlungen zuschulden kommen hätten lassen. Implizitermaßen bedeutete dieser Hinweis, dass die öffentlich von der Regierung und der Presse gegen sie erhobenen Vorwürfe nicht stimmten. Nähere Angaben zu machen vermied Mackensen allerdings, wie er ausdrücklich erklärte, aus politischen Gründen. Die von Macksenen verlesene Erklärung, die in Abstimmung und mit Genehmigung mit dem Reichswehrminister Werner von Blomberg abgefasst worden war, lautete:
„Was den Tod der Generäle von Schleicher und von Bredow betrifft, so ist festgestellt, dass bei den rein politischen Machtkämpfen, um die es sich handelte, die persönliche Ehre der genannten Offiziere nicht berührt worden ist, dass sie aber Wege beschritten, die als regierungsfeindlich angesehen worden sind und daher zu den verhängnisvollen Folgen führten. Eine Diskussion über die Frage kann ich nicht zulassen, da die Reichsregierung durch einen gesetzgebenden Akt erklärt hat, daß der Tod der am 30. Juni und 1. Juli Gebliebenen als im Interesse der Staates erfolgt zu betrachten sei. Durch weitere Durchforschung der Materie würden wir uns auf das politische Gebiet begeben, dass nach unseren Satzungen der Vereinigung Graf Schlieffen verschlossen ist.“
Nach der Verlesung dieser Bekanntmachung ergänzte Mackensen, unautorisiert, noch: „Sie [Schleicher und Bredow] sind als Ehrenmänner auf dem Schlachtfeld gefallen“. Nach anderer Überlieferung lautete Mackensens Formulierung: „Beide Kameraden sind also ohne Verletzung ihrer Ehre auf dem Schlachtfeld gefallen, auf das ihr Geschick sie geführt hat.“
Während die Bekanntmachung und Mackensens Ergänzung in der innerdeutschen Presse der Natur der Sache nach verschwiegen wurden, gelangten sie auf ungeklärtem Wege („von besonderer Seite erhalten wir einen Bericht über eine Sitzung des Schlieffen-Vereins...“) in die Auslandspresse, so dass die Weltöffentlichkeit, anders als die deutsche Öffentlichkeit von dieser internen Rehabilitierung der beiden Generäle Kenntnis erhielt. Sie unterrichtete z. B. die Exilantenzeitschrift Die Neue Weltbühne ihre Leser unter dem Titel „Mackensen über Schleicher“ über Mackensens kurze Ansprache und das, was er in ihr verlautbaren ließ.

## Bekannte Mitglieder
- Generalmajor Ferdinand von Bredow
- General August von Cramon
- Wilhelm von Dommes
- General Karl von Einem
- Paul Einhorn
- General Bernhard Finck von Finckenstein
- General der Artillerie Max von Gallwitz
- Wilhelm Groener[5]
- Generaloberst Wilhelm Heye (1926–1930 Chef der Heeresleitung)
- Paul von Hindenburg
- General des Infanterie Hermann von Kuhl
- Erich Ludendorff
- August von Mackensen
- General der Kavallerie Georg von der Marwitz
- General der Infanterie Bruno von Mudra
- Major Louis Müldner von Mülnheim
- Oberstleutnant Niemann
- Major Franz von Papen
- Walter von Reichenau
- Kurt von Schleicher
- Generaloberst Hans von Seeckt
- Oskar Prinz von Preußen
- Wilhelm Prinz von Preußen (letzter preußischer Kronprinz)
- Oberstleutnant von Voss
- Major Friedrich Wilhelm von Willisen

## Archivarische Überlieferung
Im Bundesarchiv-Militärarchiv in Freiburg haben sich diverse Unterlagen über die Schlieffen-Vereinigung erhalten:
Umfangreiches Material in Bezug auf die Vereinigung wird vor allem als Bestandteil des Nachlasses von August Mackensen (online einsehbar) verwahrt:
Die Akte N 39/76 enthält das Protokoll des Vertrauensrates der Vereinigung Graf Schlieffen vom 30. März 1939, Unterlagen zum Verhalten einzelner Mitglieder der Vereinigung Graf Schlieffen sowie die Trauerrede für den verstorbenen Vorsitzenden Cramon vom 24. Oktober 1940. Die Akte N 39/40 sammelt Unterlagen um die Auseinandersetzungen um die Aufnahmen des Generals Groener in die Vereinigung in den 1920er Jahren. Die Akte N 39/332 enthält Material über die erste Zusammenkunft der Vereinigung Graf Schlieffen, die erste Satzung des Vereins, die Tagesordnungen zu Mitgliederversammlungen, Unterlagen zu Todesfälle innerhalb des Vereins und Unterlagen zu einer Gedenkfeier zum 100. Geburtstag Schlieffens. Die Akte N 39/333 enthält die Satzungen des Vereins vom 28. Februar 1929, Unterlagen zu Mitgliederversammlungen und Todesfälle innerhalb des Vereins. Die Akte N 39/334 sammelt Unterlagen zur Aufnahme und zum Austritt von Mitgliedern, während die Akte N 39/335 Unterlagen zum Ausschluss und Austritt von Mitgliedern sammelt. Und die Akte N 39/336 sammelt schließlich Unterlagen zur Stellung des Vereins zur Reichswehr.
Ein weiterer Nachlass zu dem Verein findet im Nachlass von Kurt von Schleicher. Dieser enthält eine Akte (N 42/8), die speziell dem Verein gewidmet ist. Diese umfasst eine Stellungnahme der Heeresleitung zur Aufnahme von Groener in den Verein sowie die Satzungen und einen Druck der Ehrenschutzordnung des Vereins von 1929. Darüber hinaus befinden sich in der Akte N 42/88 Unterlagen zur Behandlung des Tod von Schleicher und Bredow durch den Verein.
Die Akte N 512/14 im Nachlass von Wilhelm von Dommes befasst sich ebenfalls dezidiert mit dem Verein: Sie beinhaltet Vereinsschriftgut und Korrespondenz zu dem Verein. Unter anderem: Die Korrespondenz von Wilhelm von Dommes mit Mackensen als Vorsitzenden des Vereins von 1944, diverse Verfügungen von Mackensen und Cramon, darunter die Übertragung der Geschäftsleitung des Vereins an Wilhelm von Dommes von 1944, sowie Berichte über Mitgliederversammlungen, Satzungen und einen Prüfungsbericht des Vereins.
In verschiedenen anderen Nachlässen und Sachbeständen finden sich ebenfalls Unterlagen über den Verein. Hier sind die Akten N 12/82, N 38/65, N 39/571 (Gratulationsurkunde für Mackensen durch den Verein zum 90. Geburtstag), N 42/8, N 461/13 (Bericht über den Generalstabstag am 28. Februar 1926), N 551/33 (Satzungen des Vereins), N 1015/430 (Unterlagen zum Verein nebst Satzungen 1921–1940), N 462/2 (Rede von Mackensen anlässlich der Versammlung vom 28. Februar 1939) sowie MSG 2/387 zu nennen.